# Canton de Carros
Le canton de Carros est une ancienne division administrative française, située dans le département des Alpes-Maritimes et la région Provence-Alpes-Côte d'Azur.

## Composition
Le canton de Carros regroupait les villes de :
| Nom                | Code Insee | Intercommunalité           | Population (dernière pop. légale) |
| ------------------ | ---------- | -------------------------- | --------------------------------- |
| Carros (chef-lieu) | 06033      | Métropole Nice Côte d'Azur | 11 955 (2014)                     |
| Gattières          | 06064      | Métropole Nice Côte d'Azur | 4 108 (2014)                      |
| Le Broc            | 06025      | Métropole Nice Côte d'Azur | 1 397 (2014)                      |

## Histoire
Canton créé en 1985 (décret du 31 janvier 1985) - Division du canton de Vence.
| Date d'élection                                                        | Identité           | Parti       | Qualité                                              |
| ---------------------------------------------------------------------- | ------------------ | ----------- | ---------------------------------------------------- |
| Pierre Jaboulet fut le premier Conseiller Général du Canton de Carros. |                    |             |                                                      |
| 1985-1988                                                              | M. Pierre Jaboulet | PS puis DVG | Maire de Carros (1971-1995)                          |
| 1988-2008                                                              | M. Marius Papi     | PCF         | Professeur d'Italien, maire de Gattières (1977-2008) |
| 2008-2015                                                              | M. Antoine Damiani | PS          | Maire de Carros (1995-2014)                          |

## Démographie
| 1990   | 1999   | 2006   | 2011   | 2012   |
| ------ | ------ | ------ | ------ | ------ |
| 14 415 | 15 316 | 16 634 | 16 844 | 16 976 |